# Greg Hancock
Gregory Alan "Greg" Hancock, född 3 juni 1970 i Whittier, Kalifornien, är en före detta amerikansk speedwayförare och är bosatt i Öster Syninge, Norrtälje kommun, Sverige. Världsmästare i Speedway 1997, 2011, 2014 och 2016. Han körde 14 säsonger i Rospiggarna från Hallstavik. Hancock körde även i Częstochowa, Polen och deltog i Speedway Grand Prix. Hancock blev världsmästare i speedway 1997. Vann en deltävling i GP 2006 och 2008. Han slutade på tredje plats år 2004 och på femte plats 2005. År 2008 snuvades han precis på tredjeplatsen av polacken Tomasz Gollob. Inför säsongen 2010 bytte Hancock klubb, från Rospiggarna till Motalaklubben Piraterna. Hancock blev världsmästare i speedway 2011, och tog samma år SM-guld med Piraterna. Efter placeringarna 3 och 4 i VM 2012 respektive 2013, blev han återigen världsmästare 2014. Han kom tvåa efter Tai Woffinden 2015 och blev världsmästare för fjärde gången 2016. Han bytte klubb till Dackarna inför säsongen 2018 efter att Piraterna åkte ut ur Elitserien. 
Under säsongen 2019 tog Hancock en paus från speedwayen av familjeskäl, och i februari 2020 meddelade han att han avslutar sin karriär.
Hancock har tre söner med sin svenska fru Jennie.

## I Sverige
Getingarna 1992-1994
- Rospiggarna  1995-2009
- Piraterna  2010-2017
- Dackarna 2018

## Speedway Grand Prix
- 1995 - 4 - 82
- 1996 - 3 - 88
- 1997 - 1 - 118
- 1998 - 6 - 69
- 1999 - 9 - 62
- 2000 - 5 - 76
- 2001 - 13 - 43
- 2002 - 6 - 122
- 2003 - 5 - 121
- 2004 - 3 - 137
- 2005 - 5 - 100
- 2006 - 2 - 144
- 2007 - 6 - 106
- 2008 - 4 - 144
- 2009 - 4 - 121
- 2010 - 5 - 107
- 2011 - 1 - 154
- 2012 - 3 - 148
- 2013 - 4 - 129
- 2014 - 1 - 127
- 2015 - 2 - 147
- 2016 - 1 - 139
- 2017 - 14 - 45

## VM
- 4 Guld: 1997, 2011, 2014, 2016

- 2 Silver: 2006, 2015
- 2 Brons: 1996, 2004, 2012,